# Vicente Bacallar
Vicente Bacallar y Sanna, marqués de San Felipe y vizconde de Fuentehermosa, en italiano Vincenzo Bacallar (Cagliari (Cerdeña, actual Italia), 6 de febrero de 1669-La Haya (Holanda), 11 de junio de 1726) fue un noble, militar, lingüista, historiador y embajador sardo, nacido en el seno de una noble familia sarda cuando la isla pertenecía a España.

## Biografía
Perteneciente a una noble familia sarda de origen valenciano, quizás partió joven hacia España, donde recibió una cuidada formación militar y política. Fue nombrado gobernador militar de Cerdeña, con el título de gobernador del Cabo de Cáller y Gallura. Durante la guerra de sucesión española, en el curso de la cual la nobleza sarda se dividió entre los bandos borbónico y austracista, Bacallar se mantuvo fiel al heredero designado por Carlos II, Felipe de Anjou, futuro Felipe V. Por su fidelidad al rey, fue nombrado marqués de San Felipe (título no feudal sino nombrado en homenaje al patrón del rey) y Vizconde de Fuentehermosa en 1709.
Cuando la isla se rinde al Archiduque Carlos, se ve forzado a retirarse a Madrid, pero sin renunciar a la posibilidad de reconquistar su isla natal, incluso cuando fue nombrado embajador en Génova. La investigadora alemana Sabine Enders ha descubierto recientemente el así llamado "Projet sur la Sardaigne", un plan de Louis d'Albert, embajador de Baviera en Madrid que planeó con el sardo Vicente Bacallar y Sanna conquistar Cerdeña para dar un reino al elector bávaro Maximiliano II Manuel de Baviera, plan que no llegará a efectuarse dada la renuncia final de Luis XIV a apoyar al príncipe elector bávaro en su tentativo de poseer Cerdeña. Según la investigadora alemana Sabine Enders, en el primer Tratado de Utrecht (11 de abril de 1713) Cerdeña pasó al duque de Baviera Maximiliano II Manuel. Tras el Tratado de Utrecht (1714), en el que forma parte de la delegación española, que sella la cesión de Cerdeña a Austria, es nombrado embajador plenipotenciario de Felipe V en Génova. Allí apoyó el infructuoso intento del cardenal Alberoni para reconquistar Cerdeña para la monarquía española. La isla fue efectivamente conquistada en 1717, pero tuvo que ser abandonada en 1720 (guerra de la Cuádruple Alianza). Tras la firma de la Paz de Cambrai, la isla sería intercambiada por Sicilia, siendo adquirida por la Casa de Saboya.
Paralelamente se entrega a una intensa actividad intelectual. Miembro fundador de la Real Academia Española (sillón N) desde 1713, colabora en la compilación del primer diccionario, que se publicaría en Madrid en 1726. Autor del poema corto Los Tobias (1709), del poema El Palacio de Momo (1714), del tratado Monarchia Hebrea (1719) y obras históricas, como Description geographique, historique et politique du royaume de Sardaigne.
Sobre la guerra de sucesión española escribió Commentarios de la guerra de España e historia de su Rey Phelipe V el Animoso desde el principio de su regnado hasta la paz general del año 1725 (1725). En esta obra, encargada por el propio monarca, el marqués se propuso relatar los hechos que se produjeron tanto dentro como fuera de España durante la guerra de sucesión española con objetividad. Esto se comprueba en el respeto con el que trató a ambos contendientes. Sin embargo, la obra no resultó del agrado del poder y por orden de Felipe V la edición genovesa, donde había sido publicada la obra, fue retirada de la venta.
En 1724 fue nombrado embajador en Holanda, con el fin de conseguir la neutralidad de este país, donde moriría dos años después, a consecuencia de una apoplejía. Dejó una biblioteca de dieciséis mil volúmenes.

## Obras
- Prólogo y notas a la Fábula de Eco, y Narciso de José de Solís y Gante, marqués de Castel Novo, s.l., s.n. [1709].
- Los Tobias, su vida escrita en octavas rimas, Madrid, 1709.
- Palacio de Momo,[7] con el seudónimo Encio Anastasio,[8] Lión de Francia,[9] 1714.
- La Sardaigne paranymphe de la paix. Description géographique, historique et politique du royaume de Sardaigne, París, 1714 (anónimo). La Sardegna paraninfa della pace e un piano segreto per la sovranità 1712-1714, Estucardia (Stuttgart), a cura di Sabine Enders; Giovanni Masala Masala, 2011
- Monarchia hebrea, Génova, 1719.
- El arte del reynar: dirigido al senor rex Luis Primero, por el marqués de San Felipe in Semanario erudito..., Madrid, Don Blas Roman, 1724.
- Comentarios de la guerra de España e historia de su Rey Phelipe V el animoso desde el principio de su regnado hasta la paz general del año 1725, Génova, 1725.

Todas sus obras tuvieron muchas ediciones, sobre todo los "Comentarios" que, a pesar de haber sido prohibidos por Felipe V, aparecieron en castellano, francés, latín y alemán, a lo largo del siglo XVIII.